# Vorsatzobjektiv
Mit einem Vorsatzobjektiv (auch: Vorsatzkonverter) wird ein aus einer oder mehreren Linsen bestehendes optisches System bezeichnet, das vor das Objektiv einer Kamera gesetzt wird und die Brennweite oder die Abbildungseigenschaften dieses Objektivs verändert. Einfache Vorsatzoptiken, die nur aus einer Linse bestehen, bezeichnet man als Vorsatzlinse.

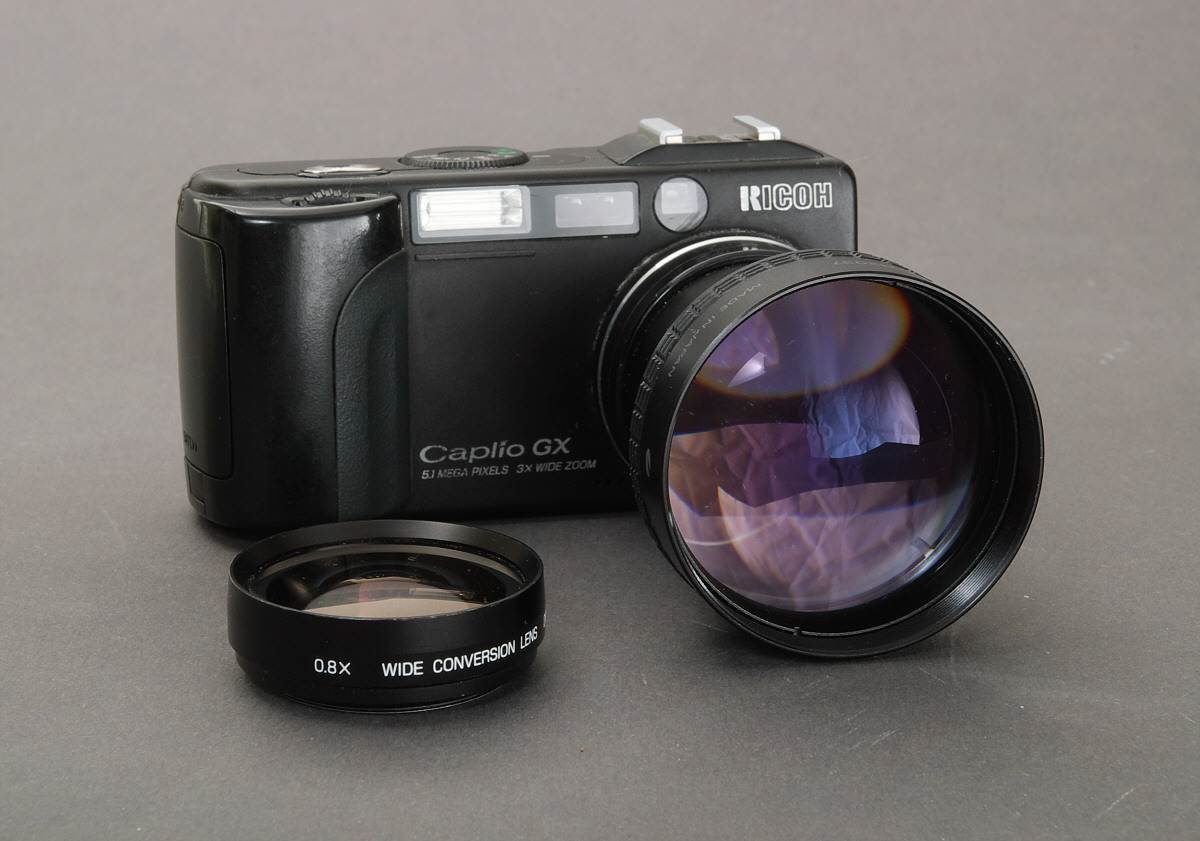
Kompaktdigitalkamera mit montiertem Televorsatz, daneben ein Weitwinkelvorsatzkonverter

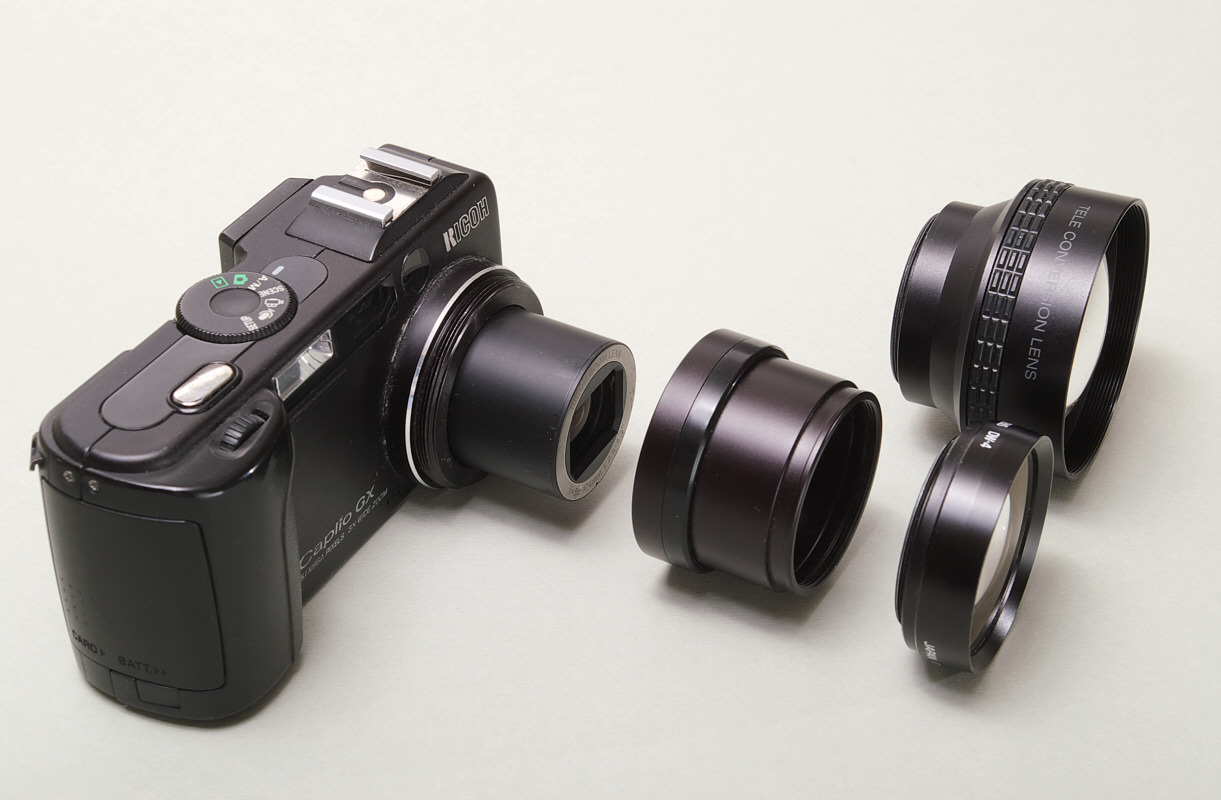
Dieselben Komponenten einzeln

Vorsatzobjektive werden vornehmlich eingesetzt, wenn eine Kamera nicht über die Möglichkeit verfügt, Wechselobjektive unterschiedlicher Brennweite einzusetzen, die für den gewünschten Einsatzzweck geeignet sind und ausgetauscht werden können. Die Befestigung erfolgt meist durch Einschrauben in das Filtergewinde des vorhandenen Objektivs oder mit Hilfe eines Adapters. Im Bereich der Fotokameras sind solche Vorsatzobjektive weitgehend verschwunden, erleben aber bei kompakten Digitalkameras seit Ende der 1990er Jahre eine Renaissance.
Bei Amateurvideokameras sind Vorsatzobjektive insbesondere für den Weitwinkelbereich weit verbreitet, da diese nicht über Wechseloptiken verfügen. Übliche Einschraubgewinde in diesem Bereich haben 25, 37 und 58 mm Durchmesser. 
Typische Vorsatzadapter sind:
- Weitwinkelvorsatz zur Vergrößerung des Bildwinkels, Brennweitenfaktor etwa 0,3 bis 0,8, teilweise mit Fischaugeneffekt. Weitwinkelvorsätze können meist bei jeder beliebigen Brennweiteneinstellung eines Zoom-Grundobjektivs eingesetzt werden.
- Televorsatz zur Verkleinerung des Bildwinkels, Brennweitenfaktor etwa 1,5 bis 3. Televorsätze können in der Regel nur bei der längsten eingestellten Brennweite genutzt werden, Einstellungen im Weitwinkelbereich des Zoomobjektivs führen zu starken Vignettierungen.
- Anamorpher Vorsatz, zur anamorphen Aufnahme

Anbieter sind beispielsweise Century Precision Optics (gehört zu Schneider Optics), Raynox (eine Marke der Yoshida Industry Co., Ltd., Tokio), Digital King (eine Marke der japanischen Toda-Seiko Co., Ltd), Kenko (Japan), Hama und die Kamerahersteller selbst.
Makrovorsätze und Nahlinsen verändern ebenfalls die Brennweite des Grundobjektivs, dienen jedoch ausschließlich der Verringerung des möglichen Abstands zwischen Kamera und Sujet, um eine Aufnahme mit größerem Abbildungsmaßstab zu ermöglichen. Nahlinsen werden auch bei Spiegelreflexkameras eingesetzt.

## Andere Bedeutungen
Einige ältere Kameras waren mit sogenannten Satzobjektiven ausgestattet, die gelegentlich auch als Vorsatzobjektiv bezeichnet werden, bei denen ein Grundobjektiv und der Verschluss fest montiert waren und durch systemeigene Vorsätze in der Brennweite angepasst werden konnten. Wegen der gegenüber echten Wechselobjektiven erheblichen Einschränkungen hat sich diese Technik trotz geringerer Kosten nicht dauerhaft durchgesetzt.